# Lilla Hamnholmen (vid Räfsö, Kyrkslätt)
Lilla Hamnholmen är öar i Finland. De ligger i Finska viken och i kommunen Kyrkslätt i den ekonomiska regionen  Helsingfors i landskapet Nyland, i den södra delen av landet. Öarna ligger omkring 31 kilometer sydväst om Helsingfors.
Arean för den av öarna koordinaterna pekar på är 1,6 hektar och dess största längd är 220 meter i sydväst-nordöstlig riktning.